# Bonneau
Bonneau és una població dels Estats Units a l'estat de Carolina del Sud. Segons el cens del 2000 tenia 354 habitants.

## Demografia
Segons el cens del 2000, Bonneau tenia 354 habitants, 156 habitatges i 99 famílies. La densitat de població era de 48,5 habitants/km².
Dels 156 habitatges en un 26,9% hi vivien nens de menys de 18 anys, en un 45,5% hi vivien parelles casades, en un 13,5% dones solteres, i en un 36,5% no eren unitats familiars. En el 30,8% dels habitatges hi vivien persones soles el 10,9% de les quals corresponia a persones de 65 anys o més que vivien soles. El nombre mitjà de persones vivint en cada habitatge era de 2,27 i el nombre mitjà de persones que vivien en cada família era de 2,85.
Per edats la població es repartia de la següent manera: un 21,2% tenia menys de 18 anys, un 9,6% entre 18 i 24, un 24,3% entre 25 i 44, un 29,9% de 45 a 60 i un 15% 65 anys o més.
L'edat mediana era de 41 anys. Per cada 100 dones de 18 o més anys hi havia 92,4 homes.
La renda mediana per habitatge era de 30.938 $ i la renda mediana per família de 36.250 $. Els homes tenien una renda mediana de 33.333 $ mentre que les dones 25.833 $. La renda per capita de la població era de 15.799 $. Entorn del 21,4% de les famílies i el 19,4% de la població estaven per davall del llindar de pobresa.

## Poblacions més properes
El següent diagrama mostra les poblacions més properes.